# Alain Gerolami
Alain Gerolami, né le 16 mars 1926 à Alger (Algérie française) et mort le 2 mars 2024 à Laval (Mayenne,), est un haut fonctionnaire français, préfet de la région Haute-Normandie et préfet de la Seine-Maritime de 1982 à 1985.

## Formation
- Faculté de droit de Paris
- diplôme de l'École libre des sciences politiques

## Carrière
- 1969 : Directeur de cabinet de Henri Rey
- 1970 : Sous-préfet de Brest
- 1973 : Préfet de la Mayenne
- 1977 : Préfet de la Haute-Savoie
- 1981 : Préfet de Saône-et-Loire
- 1982 : Préfet de la Seine-Maritime, Préfet de la région Haute-Normandie.

## Distinctions
- Commandeur de la Légion d'honneur (2008)
- Officier de l'ordre national du Mérite

## Publications
- La nationalisation du Gaz et de l’Électricité en Algérie, Poitiers, 1952, 174 p.
- Contrat de plan entre l'État et la région de Haute-Normandie, Rouen, 1984, 28 p.
- Rapport sur la réforme des chambres de commerce et d'industrie, 1994